# سابين ويلت
سابين ويلت (بالإنجليزية: Sabin Willett)‏ (6 مارس 1957)؛ روائي أمريكي. درس في كلية هارفارد للحقوق.